# The Young Victoria
The Young Victoria (La joven Victoria en Argentina, La reina Victoria en España y La reina joven en Hispanoamérica) es una película de 2009 basada en la vida de Victoria del Reino Unido, a la que da vida Emily Blunt, y en la que el Príncipe Alberto es interpretado por Rupert Friend.

## Argumento
Cuenta la desgraciada infancia de Victoria del Reino Unido que desde su niñez había visto morir a su padre el príncipe Eduardo, duque de Kent, su abuelo Jorge III, su prima Isabel Georgiana y dos hijos gemelos que tuvo recién nacidos.
Antes de que Victoria ascendiera al trono muchas personas buscaban rodearla por interés y al mismo tiempo conoció al Príncipe Alberto, quien al principio buscaba seguir los planes de su tío el Rey Leopoldo I, pero termina enamorándose de Victoria y llegan a mantener contacto por medio de cartas. A sus 18 años, y tras morir su tío Guillermo IV, Victoria es nombrada Reina de Reino Unido de Gran Bretaña e Irlanda, con muchos problemas por resolver como la colonización, la Revolución industrial, así como la problemática social y económica. Al ascender al trono la joven reina tuvo que afrontar muchas críticas, las cuales en su mayoría se referían a que ella no podría gobernar debido a su corta edad y falta de experiencia. En el transcurso Victoria se hace muy amiga y deposita toda su confianza en el Vizconde Melbourne quien tenía otros intereses políticos y entre sus planes estaba manipular a Victoria para cumplir con su cometido y así de este modo poder incluir en la corte a todos sus aliados.
Victoria invita muchas veces al Príncipe Alberto a pasar unos días en el palacio quien accede con gusto. En un momento de desesperación en el que siente que está perdiendo todo, vuelve a invitar al Príncipe Alberto a su palacio y le pide matrimonio, así llegaron a casarse. Una vez ya casados Alberto salva a Victoria del ataque de un rebelde, cuando ella ya esperaba un hijo de él. Después de este incidente ella deposita enteramente su confianza en Alberto y así él empieza a tomar más participación en los actos y decisiones políticas. Fueron una pareja que se amó mucho y a su vez tuvieron muchos hijos; en total fueron 9 hijos. Alberto murió a sus 42 años y Victoria gobernó hasta los 81 años. Durante el tiempo que ella estuvo sola hizo que todos los días prepararan la ropa de Alberto aunque estuviera muerto.

## Reparto
- Emily Blunt como Reina Victoria.
- Rupert Friend como Príncipe Alberto.
- Miranda Richardson como Duquesa de Kent.
- Mark Strong como Sir John Conroy.
- Jim Broadbent como Rey Guillermo IV.
- Harriet Walter como Reina Adelaide.
- Paul Bettany como William Lamb, II vizconde de Melbourne.
- Thomas Kretschmann como Leopoldo I de Bélgica.
- Jeanette Hain como Baronesa Louise Lehzen.
- Julian Glover como Duque de Wellington.
- Michael Maloney como Sir Robert Peel.
- Michiel Huisman como Ernesto II de Sajonia-Coburgo-Gotha.
- Johnnie Lyne-Pirkis como Príncipe Ernesto Augusto.
- Liam Scott como Príncipe Augusto Federico, duque de Sussex.
- Dave A. Hewitt como Henry Howard, conde de Surre.
- Danny Dalton como Príncipe de Prussia.
- Sophie Roberts como Lady Emma Portman.
- Rachael Stirling como Harriet Sutherland-Leveson-Gower, duquesa de Sutherland.

## Premios
Premios Oscar
| Año  | Categoría                            | Película                         | Resultado  |
| ---- | ------------------------------------ | -------------------------------- | ---------- |
| 2009 | Oscar al mejor diseño de vestuario   | Sandy Powell                     | Ganadora   |
| 2009 | Oscar a la mejor dirección artística | Patrice Vermette Maggie Gray     | Candidatas |
| 2009 | Oscar al mejor maquillaje            | John Henry Gordon Jenny Shircore | Candidatos |

Globos de Oro
| Año  | Categoría            | Película    | Resultado |
| ---- | -------------------- | ----------- | --------- |
| 2010 | Mejor actriz - Drama | Emily Blunt | Nominada  |

Premios BAFTA
| Año  | Categoría                              | Película       | Resultado |
| ---- | -------------------------------------- | -------------- | --------- |
| 2009 | BAFTA al mejor diseño de vestuario     | Sandy Powell   | Ganadora  |
| 2009 | BAFTA al mejor maquillaje y peluquería | Jenny Shircore | Ganadora  |